# 杉浦重雄
杉浦 重雄（すぎうら しげお、1917年（大正6年）5月10日 - 1988年（昭和63年）4月10日）は、日本の競泳選手。静岡県浜松市出身。旧制静岡見付中（現在の静岡県立磐田南高等学校）、早稲田大学専門部政治経済科卒業。1936年ベルリンオリンピック800mフリーリレー金メダリスト。

## 経歴
- 早稲田大学在学時代の1936年ベルリンオリンピック800メートルリレーで、新井茂雄・田口正治・遊佐正憲と共に金メダルを獲得。